# Lodhi
Lodhidynastin var den sista dynastin att härska i Delhisultanatet. 
| År        | Sultan         |
| --------- | -------------- |
| 1451–1489 | Bahlul Lodhi   |
| 1489–1517 | Sikandar Lodhi |
| 1517–1526 | Ibrahim Lodhi  |

De sista mongoliska medeltidsdynastierna i Indien, Sayyiderna (1414-1450) och Lodhidynastin (1450-1526), hade inga betydande härskare att uppvisa, och deras välde inskränktes stundom till Delhis närmaste omnejd. Under deras tid sönderföll Indien åter i en mängd inbördes stridiga stater, somliga under muslimska sultaner, andra under hinduiska härskare. Den siste sultanen under Delhisultanatet blev Ibrahim Lodhi.
Endast i Deccan fanns flera oberoende muslimska stater i Bijapur (sedan 1489), Golconda (1512), Ahmednagar (1490), Berar (1484) och Bidar (omkring 1492), varjämte det hinduiska konungariket Vijayanagar (grundat 1118) där bevarade sitt oberoende, tills det - dock först 1565 genom slaget vid Talicot - störtades genom en allians mellan de muslimska Deccanstaterna.
Det mest bestående minnet av Lodhidynastin är staden Agra som Sikandar Lodhi grundade 1504.